# Christian Albrecht von Dohna
Christian (également Christoph) Albrecht (également Albert) burgrave et comte zu Dohna (né le 10 décembre 1621 à Custrin et mort le 14 décembre 1677 à Gartz) est un général brandebourgeois.

## Origine
Christian Albrecht von Dohna est le fils de Christophe von Dohna (de) et de la comtesse Ursula de Solms-Braunfels (née le 24 novembre 1594 à Braunfels et mort le 18 août 1657 à Turnhout). Ses frères Frédéric de Dohna (1621-1688) et Christoph Delphicus von Dohna (de) deviennent également officiers. Sa cousine est l'électrice Louise-Henriette de Brandebourg.

## Biographie
Dès 1621, il est cornette au service hollandais, reçoit sa formation sous la direction du prince Frédéric-Henri d'Orange et devient colonel en 1648. Le 6 octobre 1656, il devient lieutenant général de Brandebourg, conseiller privé et gouverneur de Custrin, et le 16 mars 1657, il devient gouverneur d'Halberstadt et capitaine de Gröningen. En 1659, il participe à une campagne en Poméranie. Il fait agrandir les forteresses de Berlin et de Custrin et devient général d'infanterie le 2 mars 1666. En 1671, il prend la tête d'un régiment nouvellement formé à Custrin, qui porte désormais son nom (« Dohna à pied (de) »). L'année suivante, il devient maître général. Dans les années 1675 à 1677, il entreprend une autre campagne en Poméranie, où il meurt en 1677.

## Famille
Depuis le 6 avril 1644, le comte von Dohna est marié avec Sophie Theodore, comtesse de Holland-Brederode-Vianen (née le 16 mars 1620 à Vianen et morte le 23 septembre 1678 à Peterhof). Ses six fils deviennent également soldats :
- Friedrich Heinrich (né en 1645 et mort en 1668 avant Toulon)
- Wolfard (né en 1647 et mort le 8 septembre 1686) capitaine brandebourgeois (mort en duel à Magdebourg)
- Wilhelm Albrecht (mort en 1673 avant Maastricht) colonel néerlandais
- Christoph (né en 1651 et mort le 27 octobre 1672 près de Coblence) sergent colonel brandebourgeois
- Karl Emil (né le 10 septembre 1658 et mort le 3 juillet 1686 devant Buda) colonel brandebourgeois
- Dietrich Theodor (de) (né en décembre 1659 et mort le 17 juillet 1686 devant Buda) colonel brandebourgeois
- Louise, (née en 1646 et morte le 8 novembre 1687) mariée en 1670 avec Louis de Solms-Hohensolms (né en 1646 et mort le 24 août 1707)
- Amalia (née le 2 février 1645 et morte le 11 mars 1700) mariée avec Simon-Henri de Lippe (1649-1697)
- Ursula Anna (née le 12 août 1654 et morte le 25 mai 1678)
- Frede Marie (née le 28 décembre 1660 et morte le 22 novembre 1729) mariée en 1690 avec Christophe de Dohna-Schlodien (1665-1733)

Sophie Theodore comtesse von Dohna, née Holland-Brederode-Vianen, est la fille d'une comtesse de Nassau et d'un comte hollandais. En avril 1644, par son mariage avec le comte Christian Albrecht von Dohna-Schlobitten, elle vient à la résidence de l'électorat de Brandebourg et acquit en 1664 Niederschönhausen et les terres associées pour 3 000 thalers. Elle s'installe dans le domaine de Niederschönhausen – le soi-disant Petit Palais – érige et son mari dessine les dessins. Le couple du comte fait drainer les terres humides de la Panke par des experts de Hollande, pays natal de la comtesse Sophie. Après que le comte Dohna est nommé gouverneur de Custrin en 1669, le couple utilise rarement leur domaine. Après la mort de la comtesse, ses fils vendent la propriété au conseiller général privé prussien Joachim Ernst von Grumbkow pour 4 000 thalers